# Johann Baptist von Pacassi
Johann Baptist Pacassi, ab 1764 Ritter von Pacassi, ab 1769 Freiherr von Pacassi (auch Johann Freiherr Pacassi; * Dezember 1758 in Görz; † 8. Juni 1818 in Wien), war ein österreichischer Jurist, Architekt, Maler, Mathematiker und Astronom.

## Leben
Pacassi war Sohn des nobilitierten Oberhofarchitekten Nikolaus von Pacassi. Er durchlief in Wien das Löwenburgsche Institut sowie die Savoyische Ritterakademie. Anschließend studierte er unter Karl Scherffer Mathematik. Obwohl er sich zunächst der juristischen Laufbahn hinwendete, stand er früh in Austausch mit Leonhard Euler, Abraham Gotthelf Kästner, mit denen er sich über mathematische und astronomische Fragen austauschte. Er übersetzte einzelne Werke von ihnen ins Deutsche.
Pacassi war zunächst als Jurist bei der Landesregierung in Wien tätig und wurde dann Sekretär am Appellationsgericht Wien. 1797 wechselte er seinen Beruf und wurde Wasserbauinspector in Wien. Er stieg dort auf, bis er 1811 zum Direktor des Wasserbauamts in Wien ernannt wurde. Zuletzt erhielt er dort die Ernennung zum Hofbaurat. Er starb nach kurzer schwerer Krankheit. Pacassi war Mitglied der Preußischen Akademie der Wissenschaften sowie der Russischen Akademie der Wissenschaften. Außerdem war er Ritter des Leopold-Orden.
Pacassi erbaute unter anderem die Franzensbrücke sowie die Quais am Donaukanal. In seiner Freizeit widmete er sich der Malerei.

## Werke (Auswahl)
- Ueber die Gesandtschaftsrechte, Trattner, Wien 1775.
- Einleitung in die sämmtlichen Gesandtschaftsrechte, Trattner, Wien 1777.
- Beyträge zu dem deutschen Staatsrechte, Schmidt, Wien 1780.
- Einleitung in die Theorie des Mondes, Gaßler, Wien 1783.
- Abhandlung über eine neue Art zu Integriren, Wien 1785.
- Betrachtung über die Berliner Beantwortung der königlich preusischen Assoziazion, München 1786.